# Anna Stafford
Anna Stafford   (Chicago, 20 d'agost de 1905 - Bailey's Crossroads, 28 de novembre de 2004) va ser una matemàtica estatunidenca, també coneguda pel seu nom de casada: Anna Henriques.
Orfe des dels catorze anys, va ajudar la seva tia, Price Stafford, a criar els seus quatre germans petits fins que va anar a la universitat. Es va llicenciar el 1926 en matemàtiques i grec clàssic al Western College for Women d'Oxford (Ohio), on també va estudiar ciències i idiomes i va aprendre a llegir francès i alemany. Mentre treballava durant el curs acadèmic com a professora de matemàtiques a Nova Jersey, va obtenir el seu màster assistint a classes d'estiu a la universitat de Chicago. Quan es va decidir per l'estudi de la topologia, va sol·licitar l'ingrés a l'Institut d'Estudis Avançats de Princeton, però li van respondre que "no admetien noies". Un cop obtingut el doctorat a Chicago el 1932, es va posar en contacte amb Oswald Veblen qui, finalment, la va admetre a Princeton el 1933.
Després de dos anys de recerca a Princeton, va decidir dedicar-se plenament a la docència. Va ser professora successivament de les universitats de Nebraska (1935-1937) i Utah (1937-1956). A Salt Lake City va conèixer el seu marit, Douglas Henriques, i va adoptar dues nenes navajo. El 1956, quan el seu marit, que era funcionari federal, va ser traslladat a Nou Mèxic, ella va ser professora de la universitat de Nou Mèxic i del Santa Fe College, fins que es van retirar el 1971 i se'n van anar a viure a prop de Washington DC.